# Friedrich Goltz
Friedrich Leopold Goltz, né le 14 août 1834 à Posen (Grand-duché de Posen) et mort le 5 mai 1902 à Strasbourg (alors dans l’Empire allemand), est un physiologiste allemand. Il est recteur de la Kaiser-Wilhelms-Universität de Strasbourg de 1888 à 1890, et conseiller municipal de Strasbourg en 1886.

## Biographie

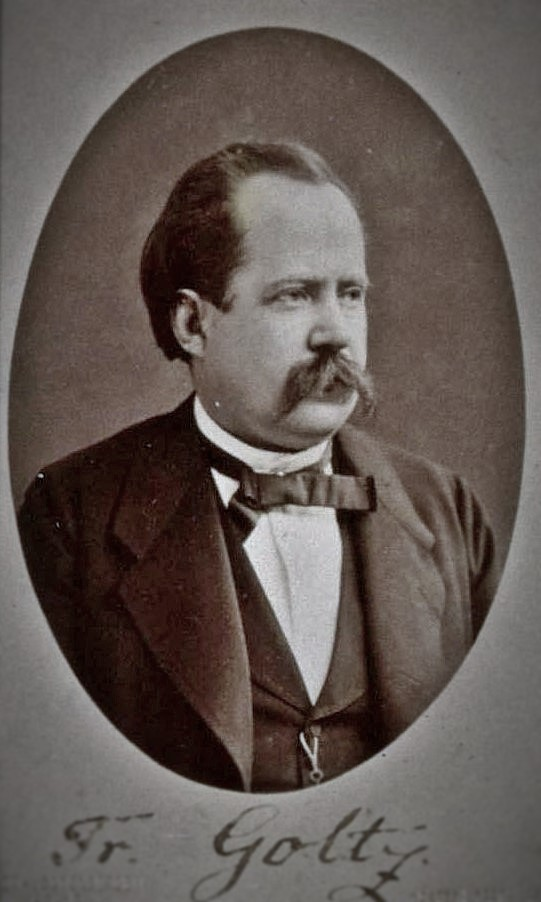
Friedrich Leopold Goltz, Kaiser-Wilhelms-Universität (Strasbourg), 1872. Coll. de la Bibliothèque nationale et universitaire de Strasbourg.

Friedrich Goltz étudie la médecine à l'Université de Königsberg où Hermann von Helmholtz enseigne la physiologie et la pathologie générale. Après deux années de perfectionnement en chirurgie, il devient prosecteur en anatomie à Königberg. En 1870, il succède à A. W. Volkmann comme professeur de physiologie à l'Université de Halle puis est nommé professeur à l'Université de Strasbourg en 1872. Il est reconnu pour ses expérimentations en neurophysiologie; il est le premier à avoir exécuté une hémisphérectomie sur un chien.
En 1870, il introduit le concept « hydrostatique » concernant les canaux semi circulaires (en) de l'oreille interne. Ceux-ci transmettent la sensation de position, permettant l'équilibrioception. Goltz suggère que les canaux concourent au sens de l'équilibre et que les mouvements du corps sont régulés par l'appréciation plus ou moins consciente qu'à l'individu de la position de sa tête dans l'espace.
Goltz soutient une conception unitaire de la fonction cérébrale. Il en fait la démonstration à Londres, lors du Congrès international de médecine de 1881. Il montre qu'un chien, dont diverses parties du cortex cérébral avaient été détruites, conservait une activité quasi normale. À l'inverse, le neurologiste écossais David Ferrier propose une localisation des fonctions cérébrales.Lors de ce même congrès, Ferrier présente des singes macaques présentant des paralysies spécifiques à la suite de l'ablation de certaines parties du cortex moteur. Ferrier fait la démonstration de la localisation de certaines fonctions qui impressionne la communauté médicale et l'on considère aujourd'hui qu'elle a donné un nouvel élan à la chirurgie neurologique.
Friedrich Goltz est le neveu de l'écrivain Bogumil Goltz.

## Éponymie
- réflexe de Goltz: « arrêt cardiaque provoqué par la percussion de l'intestin. Ce réflexe inhibiteur a pour voie efférente le pneumogastrique; il s'accompagne aussi d'une vasodilatation générale. »

## Œuvres et publications
Goltz publia plusieurs articles sur la fonction cardiaque et le tonus veineux dans les Archives d'Anatomie pathologique de Rudolf Virchow ainsi que dans les Pflugers Archiv: European Journal of Physiology (de).
- (la) De spatii sensu cutis, [Thèse de doctorat]. Typis academicis Dalkowskianis, 1858.

Parmi ses autres contributions principales :
- (de) Beiträge zur Lehre von den Funktionen des Nervensystems des Frosches, [Contributions à la connaissance des fonctions du système nerveux des grenouilles], August Hirschwald, Berlin, 1869, 130 p., Texte intégral.
- (de) Über die Verrichtungen des Grosshirns. Gesammelte Abhandlungen, [Les rôles du cerveau. Recueil de mémoires], Bonn, 1881.
- (en) Discussion on the localization of function in the cortex cerebri [International medical congress], JW Kolckmann, 1881.
- (de) Wider die Humanaster ! Rechtfertigung eines Vivisektors, [Contre les humanitaristes ! Plaidoyer d'un vivisecteur], Strasbourg, 1883, Texte intégral.